# 穆雷·巴爾
穆雷·盧埃林·巴爾（英語： OC FRSC FRS，1908年6月20日—1995年5月4日），加拿大籍醫生及醫學研究者，於1948年和研究生尤爾特·伯特倫（Ewart George Bertram）發現了重要的染色體結構巴爾氏體。

## 早年生活
巴爾於1908年6月20日出生於加拿大安大略省的埃爾金縣，父母均為愛爾蘭裔，其父為威廉·盧埃林·巴爾（William Llewellyn Barr），務農為生，在巴爾出生後三年即因病逝世；其母為瑪格麗特·巴爾（Margaret Barr）。巴爾於1930年於西安大略大學獲學士學位，1933年獲醫學士學位。

## 職業生涯
巴爾在獲醫學士學位後曾在賓州伊利的哈莫特醫院擔任一般科醫師，在此期間與其妻露絲·維維安·金（Ruth Vivian King）相識並結婚。因受經濟大蕭條影響，從醫不足以維持生計，巴爾於1936年受聘至西安大略大學解剖學系擔任講師（起初為志工，後來轉為正職），並在多倫多大學實驗室進行神經組織學實驗，於1938年獲碩士學位，隨後至明尼蘇達大學計畫攻讀博士學位，但因第二次世界大戰爆發，巴爾於1939年入伍，在加拿大皇家空軍擔任醫療工作。1945年戰爭結束時他以中校退伍，至西安大略大學擔任神經解剖學的副教授，研究主題是探討提高神經元活性是否會造成其結構改變，同時在蒙特婁神經學研究所與麥基爾大學受訓，一度再次計畫攻讀博士學位，但因西安大略大學教學職務繁重而未果。
1948年，巴爾與研究生尤爾特·伯特倫（Ewart George Bertram）以福爾根試劑將貓腦細胞細胞核中的DNA染色，在觀察雌貓神經元時，巴爾在核膜內側發現了一小團染色極深的鼓槌狀物質（公貓則沒有這樣的結構），當時尚不明白那是什麼結構。在觀察了其他動物的標本後，巴爾歸納出一個結論：這些DNA團塊僅存在雌性哺乳類細胞，與雄性細胞有明顯差異。1949年，巴爾和伯特倫聯名發表了一篇論文，發表了他所看到的現象，當時他將發現的小團鼓槌狀物質稱為「性染色質」(Sex chromatin)，也就是後人所謂的「巴爾氏體」。
在發現巴爾氏體後，巴爾開始涉足遺傳學，他對性染色體的研究為一些基因疾病的機制提供了良好的解釋，更進一步創立從口腔黏膜刮取標本，檢測基因疾病的方法。不過巴爾個性謙遜，他不認為自己是一名遺傳學家，甚至對教授遺傳學的課程感到猶豫，他主要教授神經解剖學，並寫作了《人類神經系統：解剖學觀點》（The human nervous system: an anatomical viewpoint）一書。

## 獲獎
巴爾獲得了許多獎項，除曾獲諾貝爾生理學或醫學獎提名外，1959年巴爾獲得加拿大皇家學會頒發的弗拉維爾勳章；1962年，他因對基因疾病機制的闡明而獲得小約瑟夫·P·甘迺迪基金會的獎項（Joseph P. Kennedy Jr. Foundation Award）；1963年巴爾榮獲盖尔德纳国际奖；1972年成為英國皇家學會成員。
巴爾於1995年逝世，1998年入選加拿大醫學名人堂。